# Jackie Stiles
Jacqueline Marie Stiles (ur. 21 grudnia 1978 w Kansas City) – amerykańska koszykarka występująca na pozycji rzucającej, po zakończeniu kariery sportowej trenerka, obecnie asystentka trenera w drużynie NCAA – Missouri State Lady Bears.
Ustanowiła rekord szkół średnich stanu Kansas w liczbie punktów (71) zdobytych w jednym spotkaniu. Była zaliczana do składów WBCA All-American, została też uznana MVP spotkania WBCA High School All-American.
Jako pierwsza zawodniczka w historii rozgrywek NCAA przekroczyła barierę 1000 zdobytych w pojedynczym sezonie punktów. Jest liderką NCAA w liczbie zdobytych punktów (3393).
W 2000 roku zdobyła 56 punktów w jednym ze spotkań, co okazało się czwartym najwyższym rezultatem w historii NCAA.
Kiedy zespół Portland Fire został rozwiązany trafiła do Los Angeles Sparks, wybrana z numerem 14 w dispersal drafcie. Nie wystąpiła w żadnym ze spotkań sezonu regularnego, z powodu kontuzji.

## Osiągnięcia
Na podstawie, o ile nie zaznaczono inaczej.

### NCAA
- Uczestniczka rozgrywek:
  - Final Four NCAA (2001)
  - II rundy turnieju NCAA (1999)
  - turnieju NCAA (1999–2001)
- Laureatka:
  - Wade Trophy (2001)
  - Broderick Cup (2001)
  - Honda Award (2001)
- Zawodniczka Roku Konferencji Missouri Valley (1999–2001)
- Zaliczona do:
  - I składu:
    - Kodak All-American (2001 przez Kodaka)
    - MVC (1999–2001)
    - Verizon Academic All American
- Liderka strzelczyń NCAA (2000, 2001)

### WNBA
- Debiutantka Roku WNBA (2001)[4]
- Uczestniczka meczu gwiazd WNBA (2001)

### Indywidualne
- Zaliczona do Galerii Sław:
  - Sportu:
    - stanu:
      - Kansas – Kansas Sports Hall of Fame (2007)[5]
      - Missouri (2002)[6]

    - Szkół Średnich – National High School Hall of Fame (2015)

  - Żeńskiej Koszykówki – Women's Basketball Hall of Fame (11 czerwca 2016)

### Reprezentacja
- Mistrzyni:
  - świata U–19 (1997)[7]
  - Pucharu Williama Jonesa (1998)
- Wicemistrzyni Ameryki U–18 (1996)[8]